# Ordinariato militare in El Salvador
L'ordinariato militare in El Salvador è un ordinariato militare della Chiesa cattolica per El Salvador. È retto dal vescovo Reinaldo Sorto Martínez.

## Territorio
Sede dell'ordinariato è la città di San Salvador.

## Storia
Il vicariato castrense in El Salvador è stato eretto il 25 marzo 1968 con il decreto De erigendo Vicariatu Castrensi della Congregazione per i vescovi.
Il 21 aprile 1986 il vicariato castrense è stato elevato ad ordinariato militare con la bolla Spirituali militum curae di papa Giovanni Paolo II.
Il 7 luglio 2004 la Congregazione per il culto divino e la disciplina dei sacramenti ha confermato la Madonna del Rosario patrona principale dell'ordinariato.

## Cronotassi dei vescovi
Si omettono i periodi di sede vacante non superiori ai 2 anni o non storicamente accertati.
- José Eduardo Alvarez Ramírez, C.M. † (4 novembre 1968 - 7 marzo 1987 dimesso)
- Roberto Joaquín Ramos Umaña † (7 marzo 1987 - 23 giugno 1993 deceduto)
  - Sede vacante (1993-2008)
  - Fernando Sáenz Lacalle † (3 luglio 1993 - 19 giugno 1997 dimesso) (amministratore apostolico)
  - Luis Morao Andreazza, O.F.M. (19 giugno 1997 - 12 novembre 2003 nominato vescovo ausiliare di Santa Ana[2]) (amministratore apostolico)
  - Fabio Reynaldo Colindres Abarca (12 novembre 2003 - 2 febbraio 2008 nominato ordinario militare) (amministratore apostolico)
- Fabio Reynaldo Colindres Abarca (2 febbraio 2008 - 7 dicembre 2017 nominato vescovo di San Miguel[3])
  - Sede vacante (2017-2024)
- Reinaldo Sorto Martínez, dal 13 giugno 2024

## Statistiche
| anno | presbiteri | presbiteri | presbiteri | diaconi | religiosi | religiosi | parrocchie |
| anno | totale     | secolari   | regolari   | diaconi | uomini    | donne     | parrocchie |
| ---- | ---------- | ---------- | ---------- | ------- | --------- | --------- | ---------- |
| 1999 | 30         | 28         | 2          |         | 2         |           | 30         |
| 2000 | 30         | 28         | 2          |         | 2         |           | 30         |
| 2001 | 30         | 28         | 2          |         | 2         |           | 30         |
| 2002 | 32         | 30         | 2          |         | 2         |           | 30         |
| 2003 | 30         | 28         | 2          |         | 2         |           | 30         |
| 2004 | 30         | 28         | 2          |         | 2         |           | 60         |
| 2013 | 38         | 38         |            |         |           |           | 37         |
| 2016 | 38         | 37         | 1          |         | 1         |           | 37         |
| 2019 | 40         | 38         | 2          | 2       | 2         |           | 37         |
| 2021 | 39         | 39         |            |         |           |           | 37         |